# Daniel Kuzniecka

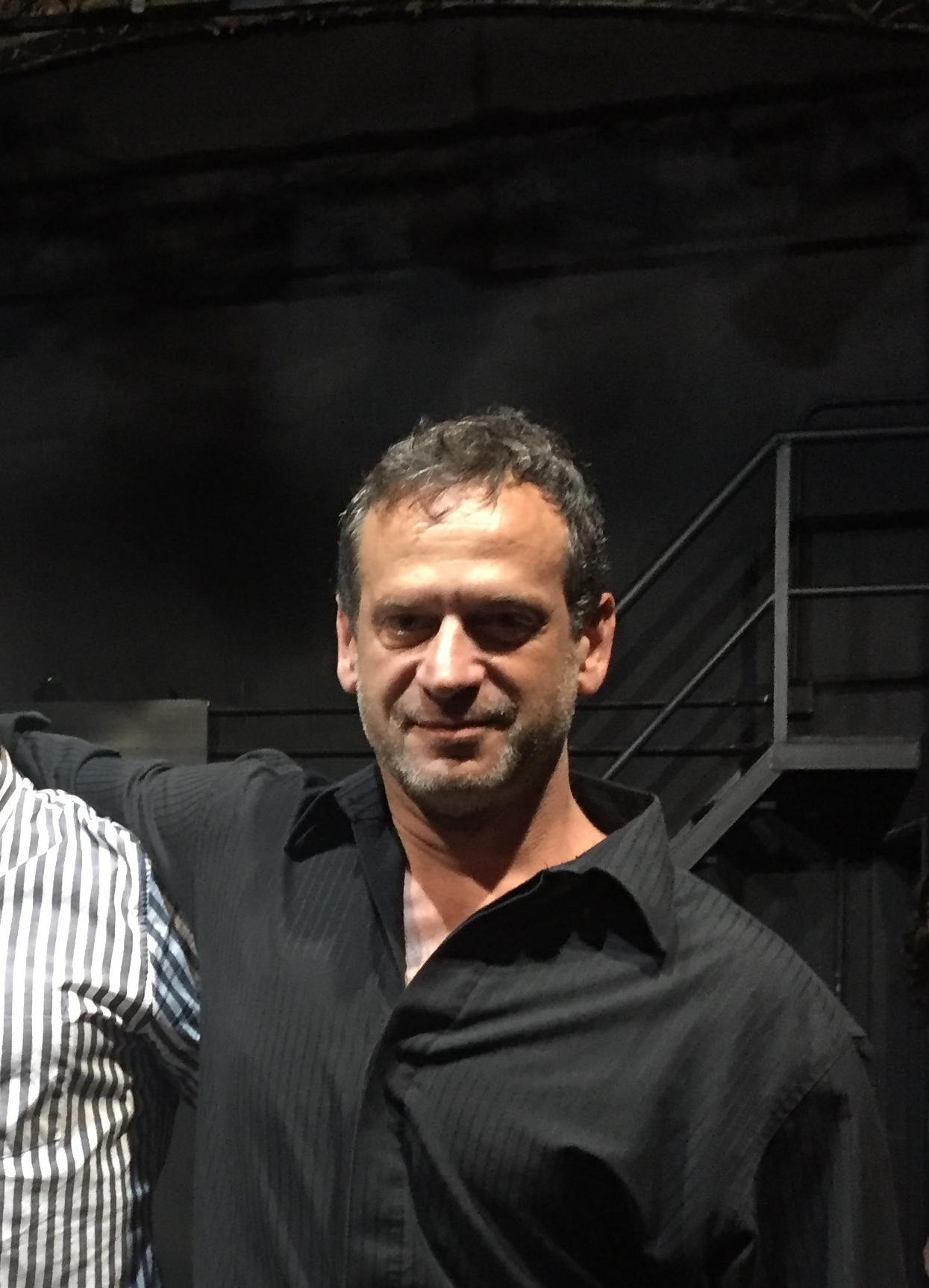
Daniel Kuzniecka (2017)

Daniel Kuzniecka (geboren am 30. November 1965 in Panama-Stadt, Panama, als Daniel Kuzniecka Schij) ist ein Schauspieler und Produzent.

## Werdegang
Kuznieckas Vater kam aus Polen, seine Mutter aus Uruguay. Zuerst wuchs er in Panama, später in Buenos Aires auf. Er spricht öffentlich nicht über Privates. Er war mit Victoria Carreras verheiratet und hat mit ihr einen Sohn, der 1996 geboren wurde.
Im Jahre 1997 spielte er in der argentinisch-deutsch-schweizerischen Produktion Sin Querer – Zeit der Flamingos, bei der Jürgen Jürges die Kameraarbeit übernahm, eine zentrale Rolle.
Kuzniecka engagiert sich für soziale Projekte.

## Fernsehen
| Jahr | Land        | Titel                      |
| ---- | ----------- | -------------------------- |
| 1991 | Argentinien | Grande pá!                 |
| 1992 | Argentinien | Son de 10                  |
| 1992 | Argentinien | Cuatro caras para Victoria |
| 1993 | Argentinien | Vivo con un fantasma       |
| 1993 | Argentinien | La flace escopeta          |
| 1994 | Argentinien | Solo para parejas          |
| 1994 | Argentinien | Aprender a volar           |
| 1995 | Argentinien | La hermana mayor           |
| 1996 | Argentinien | Verdad consecuencia        |
| 1996 | Argentinien | Como pan caliente          |
| 1996 | Argentinien | No todo es noticia         |
| 1997 | Argentinien | Laberinto                  |
| 1998 | Argentinien | Laura y Zoe                |
| 1998 | Argentinien | Muñeca brava               |
| 1999 | Argentinien | Verano del '98             |
| 1999 | Argentinien | Campeones de la vida       |
| 1999 | Argentinien | Buenos vecinos             |
| 1999 | Argentinien | Trillizos, dijo la partera |
| 2000 | Argentinien | Tiempo final               |
| 2000 | Argentinien | Luna salvaje               |
| 2001 | Argentinien | Yago, pasion morena        |
| 2002 | Argentinien | Tumberos                   |
| 2002 | Argentinien | 1000 millones              |
| 2003 | Argentinien | Resistire                  |
| 2004 | Argentinien | El deseo                   |
| 2005 | Argentinien | Doble vida                 |
| 2005 | Argentinien | Salvame maria              |
| 2005 | Argentinien | Mujeres asesinas           |
| 2008 | Kolumbien   | Marido e Sueldo            |
| 2009 | Argentinien | Valientes                  |
| 2011 | Argentinien | Herederos de una venganza  |
| 2012 | Brasilien   | Avenida Brasil             |

## Filmografie
Mit Stand 2014 hat Kuzniecka in 10 Filmen mitgewirkt:
| Jahr | Name                                         | Regisseur                          | Rolle               |
| ---- | -------------------------------------------- | ---------------------------------- | ------------------- |
| 1989 | Mujeres                                      | Rosario Zubeldia                   |                     |
| 1994 | Amigomio                                     | Jeanine Meerapfel – Alcides Chiesa | Carlos              |
| 1995 | Caballos salvajes                            | Marcelo Piñeyro                    | Rodolfo             |
| 1996 | La revelacion                                | Mario David                        | Americo             |
| 1996 | Sin Querer – Zeit der Flamingos (Sin querer) | Ciro Cappelari                     | Mario               |
| 1997 | Cenizas del paraiso                          | Marcelo Piñeyro                    | Nicolas Makantasis  |
| 2001 | Tres pajaros                                 | Carlos Jaureguialzo                | Gustavo Freire      |
| 2006 | Ciudad en celo                               | Hernan Gaffet                      | Sergio              |
| 2009 | Marea de arena                               | Gustavo Montiel Pages              | Juan                |
| 2014 | Insomnia                                     |                                    | Beto Souza "Martin" |